# Gregory Johnston
Peter Gregory Johnston –conocido como Greg Johnston– (Devonport, 16 de mayo de 1959) es un deportista neozelandés que compitió en remo.
Participó en dos Juegos Olímpicos de Verano, obteniendo una medalla de bronce en Seúl 1988, en la prueba de cuatro con timonel, y el cuarto lugar en Los Ángeles 1984, en el ocho con timonel.
Ganó cuatro medallas en el Campeonato Mundial de Remo entre los años 1978 y 1986.

## Palmarés internacional
| Juegos Olímpicos   | Juegos Olímpicos          | Juegos Olímpicos  | Juegos Olímpicos   |
| Año                | Lugar                     | Medalla           | Prueba             |
| ------------------ | ------------------------- | ----------------- | ------------------ |
| 1988               | Seúl (Corea del Sur)      | Medalla de bronce | Cuatro con timonel |
| Campeonato Mundial |                           |                   |                    |
| Año                | Lugar                     | Medalla           | Prueba             |
| 1978               | Cambridge (Nueva Zelanda) | Medalla de bronce | Ocho con timonel   |
| 1979               | Bled (Yugoslavia)         | Medalla de plata  | Ocho con timonel   |
| 1983               | Duisburgo (RFA)           | Medalla de oro    | Cuatro con timonel |
| 1986               | Nottingham (Reino Unido)  | Medalla de plata  | Cuatro con timonel |